# Matías Galarza Fonda
Pour les articles homonymes, voir Galarza.
Matías Galarza, né le 11 février 2002 à Asuncion, est un footballeur international paraguayen qui évolue au poste de milieu de terrain à River Plate.

## Biographie

### Carrière en club
Né à Asuncion en Paraguay, Matías Galarza est formé par le Club Olimpia, mais commence sa carrière professionnelle en Serie B puis Serie A brésilienne avec Vasco da Gama et ensuite le Coritiba FC en prêt,. Il joue son premier match avec l'équipe première du club le 3 mars 2021, remplaçant Vinícius à la mi-temps lors d'une défaite 0-1 à domicile en Campeonato Carioca contre Portuguesa.
En août 2023, il est prêté au CA Talleres en championnat d'Argentine,.

### Carrière en sélection
Galarza est international avec l'équipe du Paraguay des moins de 17 ans.
En mars 2022, Galarza est convoqué pour la première fois avec l'équipe senior du Paraguay. Il honore sa première sélection le 1er septembre 2022.